# الكتائب الإسبانية لجمعيات الهجوم الوطني النقابي
الكتائب الإسبانية لجمعيات الهجوم الوطني النقابي (بالإسبانية: Falange Española de las Juntas de Ofensiva Nacional Sindicalista)‏ (المعروفة أيضاً باسم الكتائب أو الفلانخي أو الفلانخيس) هو حزب فاشي سياسي تأسس في عام 1934 بعد اندماج الفلانخي الإسبانية و Juntas de Ofensiva Nacional Sindicalista عندما قام الجنرال فرانسيسكو فرانكو خلال الحرب الأهلية بدمجهما لتشكيل ما يطلق عليه «فالانج إيسبولا»، والذي أصبح الحزب الرسمي والحاكم الوحيد في اسبانيا حتى حله في عام 1977  وعلى الأخص الحركة الفاشية الأصلية في إسبانيا.

## تاريخ الحزب
في عام 1934، اندمجت حركتي الفلانخي الإسبانية مع Juntas de Ofensiva Nacional-Sindicalista of Onésimo Redondo and Ramiro Ledesma
لتصبح الكتائب الإسبانية لجمعيات الهجوم الوطني النقابي.
وتم تنظيم الحزب في البداية كحكومة ثلاثية يقودها مؤسسوها راميرو ليديسما ورويز الدا وخوسي أنطونيو دي ريفيرا، في حين تم إعطاء منصب الأمين العام الثانوي إلى رايموندو فرنانديز كويستا.
جذب الحزب عددًا كبيرًا من المفكرين البارزين، من بينهم بيدرو مورلان ميشلينا، رافاييل سانشيز، إرنستو كاباليرو، أوجينيو مونتيس، خوسيه ألفارو، أغوستين دي فوكس، لويز سانتا مارينا، صامويل روس...
وكونه حزبًا عالمي إلى حد ما قسم مارتين بلينكورن الحزب إلى مالا يقل عن أربعة فروع إيديولوجية داخل الفلانجين منذ الندماج وحتى طرد ليديسما:
الإيدلوجية المحافظة التي تبناها الملكيون مثل فرانسيسكو هيريرا
الماركيزية
الكاثوليكية الاستبدادية
الراديكالية الوطنية (المضادة للكهنوتية) لـ ليديسما والتجديد النخبوي المميز لخوسيه أنطونيو بريمو دي ريفيرا.
في شهر تشرين الأول (أكتوبر) 1934، تم توحيد الاتجاه تحت قيادة جيف ناسيونال (الرئيس الوطني) في شخص خوسيه أنطونيو ووضع البرنامج السياسي المعروف باسم "النقاط الـ 27"
في نوفمبر عام 1934، ترك الماركيز -وهو من الداعمين الماليين للحزب- الفالانجيين بسبب خلافات مع الحزب فيما يتعلق بالعلاقة بين الدولة والكنيسة، والتي اعتبرها «هرطقة صريحة» تاركاً الحزب من دون دخل مالي وجهاز دعائي كان يؤمنهما.
استمرت التوترات الداخلية حول مشروع البرنامج السياسي، والصراع على السلطة بين راميرو ليديسما، الذي تبنى رؤية راديكالية ومناهضة للرأسمالية.
وقام خوسيه أنطونيو بريمو -الذي كان أكثر محافظة وأرستقراطية- في نهاية المطاف بطرد ليديسما في يناير 1935
كان الحزب جمهوريًا وحداثيًا ودافع عن الطبقات الدنيا وعارض الأوليغارشية (حكم الأقليات) والشيوعية أيضاً، ولكنه لم يحصل على الشعبية بعد التي حصلت عليها الفاشية في أماكن أخرى من أوروبا في ذلك الوقت.
ولهذه الأسباب، تجنبت الأحزاب اليمينية الأخرى دعم الفالانج في الانتخابات العامة الإسبانية عام 1936، حيث حصل على 0.7٪ فقط من الأصوات ولم يفز بمقعد واحد في الكورتيس (برلمان اسيانيا).
وتجاوز فقط واحد في المئة من الأصوات في خمس مقاطعات، وكان أداءه أفضل في مقاطعات بلد الوليد وكاديز، حيث حصل على 4 ٪ إلى 5 ٪.
وبعدما كان من المحتمل أن يتجاوز عدد أعضاء الحزب عشرة آلاف عضو في أوائل الثلاثينات من القرن الماضي، خسر الفالانج مؤيديه في الفترة التي سبقت الحرب الأهلية الإسبانية، تاركًا مجموعة أساسية من الناشطين الشباب المتفانين، والعديد منهم في منظمة الطلاب، وهي مؤسسة Sindicato Español Universitario
وفي أعقاب الانتخابات، اضطهدت حكومة الجبهة الشعبية اليسارية الفالانج وسجنت خوسيه أنطونيو بريمو في 6 يوليو 1936.
في المقابل، انضم الفلانج إلى مؤامرة للإطاحة بالجمهورية الإسبانية الثانية، ودعموا التمرد العسكري الذي قاده في النهاية فرانسيسكو فرانكو واستمروا على هذا النهج طوال فترة الحرب الأهلية الإسبانية التي تلت ذلك.

## الحرب الأهلية الإسبانية
مع اندلاع الحرب الأهلية الإسبانية في يوليو 1936، خاض حزب الفالانج معركة ضد حكومة الجمهورية الإسبانية الثانية.
وزاد عدد أعضاءه بسرعة من عدة آلاف إلى مئات الآلاف من الأعضاء، وكان معظم أعضاء الحزب من الذكور بالإضافة إلى مساعدة من العضوات الإناث التابعات لمؤسسة Sección Femenina. بقيادة شقيقة بيلار خوسيه أنطونيو، وقد ضمت هذه المنظمة فيما بعد أكثر من نصف مليون عضو في نهاية الحرب الأهلية، وقدمت خدمات التمريض والدعم للقوات في الحزب.
استندت قيادة الحزب إلى مانويل هيديلا لأن العديد من قادة الجيل الأول قتلوا أو احتجزوا من قبل الجمهوريين.
وكان من بينهم خوسيه أنطونيو بريمو الذي كان سجين لدى الحكومة... ونتيجة لذلك، تمت الإشارة إليه في أوساط القيادة باسم الأوسينتي («الغائب بالإسبانية»).
وحكم عليه بالإعدام وأُعدم في 20 نوفمبر 1936 في سجن جمهوري، ولقب بالشهيد بين الفالانجيين، وكان هذا الحكم ممكن قانونياً لأنه فقد حصانته البرلمانية بعد أن لم يحصل حزبه على ما يكفي من الأصوات خلال الانتخابات الأخيرة.
توحّد تحت قيادة فرانكو معظم فرق الحزب وشكّلوا ما بات يعرف بالحزب الفلانجي وكان الحزب في الواقع ائتلافا قوميا واسع النطاق يسيطر عليه فرانكو، ولكن أجزاء من الفلانج الأصلي (بما في ذلك هيديلا) لم ينضموا إلى الحزب الموحد.
وسعى فرانكو للسيطرة على الفلانج فاشتبك مع هيديلا ومعارضيه الرئيسيين داخل الحزب والذين هددوا بعرقلة جهود الحرب القومية.
لم يتعرض أي من الأحزاب المهزومة في الحرب لمثل الخسائر التي تعرض لها الفالانج فـ 60 في المائة من الأعضاء ما قبل الحرب خسروا أرواحهم خلال الحرب... ومع ذلك، فإن معظم ممتلكات جميع الأطراف الأخرى والنقابات العمالية تم تخصيصها للحزب... وفي عام 1938 تم توحيد جميع النقابات العمالية تحت قيادة الحزب الفلانجي.

## وصلات خارجية
- لا فلانخي (بالإسبانية)
- الإرث المكتوب لخوسيه أنطونيو (بالإسبانية)